# Shaun Bartlett
Thurston Shaun Bartlett (Cidade do Cabo, 31 de outubro de 1972) é um treinador e ex-futebolista sul-africano, sendo sua última participação no Bloemfontein Celtic. Teve também passagem pelo Chartlon Athletic FC.

## Carreira
Bartlett representou o elenco da Seleção Sul-Africana de Futebol no Campeonato Africano das Nações 1996, 2000 e 2002.

## Títulos

### África do Sul
- Copa das Nações Africanas 2000: 3º Lugar